# Калиновка (Богуславский район)
Калиновка (укр. Калинівка) — село, входит в Богуславский район Киевской области Украины.
Население по переписи 2001 года составляло 76 человек. Почтовый индекс — 09700. Телефонный код — 4561. Занимает площадь 0,5 км². Код КОАТУУ — 3220685302.

## Местный совет
09723, Киевская обл., Богуславский р-н, с. Ольховец